# Sext Clodi (retòric)
|  | Aquest article tracta sobre el retòric. Vegeu-ne altres significats a «Sext Clodi». |

Sext Clodi (en llatí Sextus Clodius) va ser un retòric sicilià amb el que Marc Antoni va estudiar oratòria.
Marc Antoni el va tenir com amic, i fins i tot li regalar una gran finca al territori de Leontins.